# Torkopf (Karwendel)
Le Torkopf est une montagne qui s’élève à 2 014 m d’altitude dans les Karwendel, en Autriche.